# Comté de Tainan
Le comté de Tainan (chinois traditionnel : 台南縣 ; pinyin : Táinán Xiàn ; Wade : T'ai-nan Hsien) est un ancien comté de Taïwan.

## Histoire
En 2010, la ville de Tainan fusionne avec le comté de Tainan, conduisant à la création à la municipalité spéciale de Tainan. Cette réorganisation du découpage administratif prend effet le 25 décembre 2010,.

## Administration
- Anding (安定鄉)
- Baihe (白河鎮)
- Beimen (北門鄉)
- Cigu (七股鄉)
- Danei (大內鄉)
- Dongshan (東山鄉)
- Guantian (官田鄉)
- Gueiren (歸仁鄉)
- Houbi (後壁鄉)
- Jiali (佳里鎮)
- Jiangjyun (將軍鄉)
- Lioujia (六甲鄉)
- Liouying (柳營鄉)
- Madou (麻豆鎮)
- Nanhua (南化鄉)
- Nansi (楠西鄉)
- Rende (仁德鄉)
- Shanhua (善化鎮)
- Shanshang (山上鄉)
- Siaying (下營鄉)
- Sigang (西港鄉)
- Sinhua (新化鎮)
- Sinshih (新市鄉)
- Sinying (新營市)
- Syuejia (學甲鎮)
- Yanshuei (鹽水鎮)
- Yongkang (永康市)
- Yujing (玉井鄉)
- Zuojhen (左鎮鄉)